# Iacra trotteriana
Iacra trotteriana is een tweekleppigensoort uit de familie van de Semelidae. De wetenschappelijke naam van de soort is voor het eerst geldig gepubliceerd in 1894 door Sowerby III.